# André Derocque
André Derocque, né le 6 août 1898 à La Bouille (Seine-Maritime) et mort pour la France le 13 juin 1940 à Corribert, est un chirurgien et militaire français qui a participé aux deux guerres mondiales.

## Sa famille
Les Derocque sont une vieille famille normande où la carrière médicale est traditionnelle. André Derocque est le fils du docteur Pierre Derocque (1872 - 1934), ami de Charles Nicolle.

## La Première Guerre mondiale
En 1916, suivant son caractère, Derocque estime qu'il est de son devoir de s'engager et va servir dans l'artillerie.
En 1917, il est aspirant puis sous-lieutenant au 103e régiment d'artillerie lourde et au 12e régiment d'artillerie de campagne.
Au cours de la guerre, il est blessé deux fois. Lorsqu'elle prend fin, il a obtenu quatre citations et a reçu comme décorations la croix de guerre, la médaille militaire et sera nommé chevalier de la Légion d'honneur en 1924.

## Ses études
Derocque a d'abord étudié au lycée Corneille de Rouen, où il obtient son diplôme à 18 ans.
Après la guerre, il s'inscrit à la Faculté de médecine de Paris, où il devient externe en 1921, interne en 1923 et passe sa thèse en 1926.
Derocque a été le souffre-douleur du directeur de l'hôpital qui, attaché au respect pointilleux du règlement, n'aimait pas du tout les internes.
Au cours de ses études, il s'est rendu célèbre par une plaisanterie qu'il a commis en 1925. Au Bal de l'Internat, les différents internats parisiens doivent se déguiser selon un thème précis puis les internes déguisés doivent se rendre là où aura lieu le bal. Le Bal de l'Internat de 1925 avait pour thème la mythologie ; André Derocque s'est déguisé en Hercule… il était totalement nu, vêtu de sa seule barbe et brandissant une massue.

## Derocque médecin
Après la fin de ses études, Derocque s'est installé à Rouen et a assez vite remplacé son père, qui était chirurgien-hospitalier. Il partage son temps entre l'Hôtel-Dieu de Rouen, l'enseignement et une clientèle privée. Il est membre de l'Association professionnelle des médecins de Rouen. En outre, il pratique le rugby, l'alpinisme et s'intéresse à l'astronomie et à la botanique. Le 17 janvier 1936, il est élu président de la section normande du Club alpin français.

## La Seconde Guerre mondiale
Inquiété par la situation internationale, lorsque la France déclare la guerre à l'Allemagne, Derocque s'engage à nouveau et est affecté au 55e régiment d'artillerie divisionnaire où il commande la 8e batterie. Il a alors 41 ans et cinq enfants.
Au cours de l'hiver en Lorraine 1939-1940, il se blesse (luxation au genou) en aidant ses hommes à démonter un vieux bâtiment. Après s'être remis sans séquelles de sa blessure, il rejoint ses troupes.
Au cours de la bataille de France, le 55e d'Artillerie doit reculer face à l'avancée allemande, pour éviter l'encerclement.
Le 13 juin 1940, Derocque est à Corribert dans la forêt de Vassy, à la tête de ses troupes, lorsqu'ils sont survolés par un Stuka, qui lâche une bombe. Derocque ordonne à ses hommes de se coucher mais lui-même reste debout. Il est tué par l'explosion.

## Distinctions
- Croix de guerre 1914-1918, palme de bronze avec 3 étoiles et une palme.
- Médaille militaire.
- Chevalier de la Légion d'honneur (1924)[7].

## Hommages posthumes
En 1942, son nom est donné à une rue de Rouen.
Le 18 novembre 1945, un médaillon, dû à Richard Dufour, est inauguré place Saint-Hilaire à Rouen en présence de Henri Bourdeau de Fontenay, commissaire régional de la République, du général Petit, commandant la 3e région militaire et de mgr Petit de Julleville, archevêque de Rouen.
Le nom de « Pavillon Derocque » a été donné à un bâtiment du CHU de Rouen.

## Citations
Les citations viennent du texte de G. Galerant donné en source plus bas.
- « L'industrie d'armement d'Hitler travaille nuit et jour, la nôtre se borne aux 40 heures, quand elle ne fait pas la grève ! Nous allons vers une irrémédiable dérouillée ! » (à propos du contexte européen des années 1930)
- « Je considère que le premier de mes devoirs de père est l'éducation morale de mes enfants. Ce que j'ai toujours cherché à leur inculquer et ce dont je veux, avant tout, les imprégner c'est l'esprit de générosité et de sacrifice. Or, la meilleure méthode d'éducation réside dans l'exemple. J'en ai là l'occasion, j'aurai tort de m'y dérober. Mes enfants sont actuellement trop jeunes pour comprendre, ils apprécieront plus tard. J'espère qu'ils auront assez de grandeur d'âme pour ne pas reprocher à leur père d'avoir sacrifié leur bien-être. Il faut lutter contre un état d'esprit trop répandu actuellement et qui fait que chacun arrive à trouver, avec une apparence de raison, une fonction exempte de risque où ses aptitudes l'appellent plus que tout autre. Alors, qui donc fera la guerre ? Les paysans, toujours eux. Et qui les commandera ? Personne. Ou bien les instituteurs. Non, il faut que chaque classe sociale, chaque profession paie son tribut sur la ligne de feu. Il faut voir, surtout, que la question du commandement est fort épineuse en ce moment. On a tué, en France, l'esprit de sacrifice ; il faut l'insuffler à nos pauvres types qui sont là-bas, dans la boue, et qui, eux, n'ont pas pu faire autrement. Pour les commander, ils ont moins besoin de techniciens que d'animateurs ; il leur faut des chefs qui ont la foi, le feu sacré. C'est pour eux un réconfort et un exemple de voir, venu pour les commander, un officier qui est là de par sa propre volonté alors que son âge, sa profession, tout lui permettait d'être ailleurs. En résumé, j'aurais peut-être fait mon devoir en étant dans le Service de Santé mais je crois être plus utile en restant dans la troupe. Lorsqu'un devoir comporte des degrés, il faut choisir le plus élevé. » (explication à sa femme des raisons l'ayant poussé à s'engager comme artilleur et non comme chirurgien militaire en 1939).